# Empurany
Empurany település Franciaországban, Ardèche megyében. Lakosainak száma 573 fő (2022. január 1.). Empurany Arlebosc, Le Crestet, Lamastre, Nozières és Saint-Félicien községekkel határos.

## Népesség
A település népességének változása:
| Lakosok száma | 770  | 631  | 546  | 532  | 554  | 580  | 598  | 619  | 603  | 573  |
|               | 1968 | 1982 | 1990 | 2006 | 2013 | 2015 | 2017 | 2019 | 2020 | 2022 |